# 古賀新一
古賀 新一（こが しんいち、本名：古賀 申策（こが しんさく）、1936年8月18日 - 2018年3月1日）は、日本の漫画家。福岡県大牟田市出身。本名や古賀 しんさく名義による作品もある。
主にホラー漫画を執筆する。代表作は「エコエコアザラク」。

## 略歴
大牟田市立平原小学校3年生の時、手塚治虫『ロストワールド』に憧れて漫画家志望となる。福岡市の中学を卒業後、菓子製造会社などで働きながら独学で漫画を習得。21歳で上京し、ひばり書房の貸本向け単行本「黒猫」（短編集）掲載の「影なき犯人」でデビュー。1964年、『週刊マーガレット』で「白ヘビ館」を連載。当時、少女向けホラー漫画家として楳図かずおと双璧を成す存在だった。以後、続々と怪奇漫画を発表し、このジャンルを代表する作家のひとりとなる。
ホラー映画やオカルトブームを追い風に、黒魔術というアイテムを取り入れた『エコエコアザラク』がヒット。後年、度々映像化されている。
2018年3月1日、病気のため死去。81歳没。

## 作品リスト
- エコエコアザラク
  - エコエコアザラクII
  - 魔女・黒井ミサ
- 陰獣・人でなしの恋
- のろいの顔がチチチとまた呼ぶ
- 呪いの肉面
- 黒髪の呪い
- 呪いの鈴の音
- 人面相の呪い
- 私の肌に呪いの顔が
- トロルドお母さんが恐い!
- 魔女地獄
- 恐怖のからくり人形
- 恐怖!血の館
- 恐怖の大時計
- 死人の家
- 夜が恐い!
- ふるえて眠れ
- 闇の死人学園
- 白へび館(1)(2)
- 呪いのへび教室
- 恐怖の女とかげ
- トカゲ女の子守歌
- まだらの毒ぐも
- 吸血くも男
- 妖虫
- 猿少女
- 恐怖のオオカミ少女
- 悪霊きつね屋敷
- たたりの猫少女
- ばけ猫の呪い
- 猫の目人形
- 恐怖のくちばし
- 血みどろの蟲屋敷
- けだもの屋敷
- ばけもの屋敷
- 血に呪われたばけもの屋敷
- 白衣のドラキュラ
- 生血を吸う幼女
- 呪われた吸血少女
- 復讐鬼いけにえ少女
- いなずま少女
- 老女の怨みいなずま少女
- 殺し屋カプセル
- ポケバイ★キッド
- ヒルが吸い付く
- 血が欲しいヒルが吸い付く
- 白へび少女(1)(2)(3)
- 白へびの恐怖(1)(2)

## コミカライズ
別冊少年チャンピオンの洋画コミカライズ枠「劇画ロードショー」に2本が掲載された。
- エクソシスト - 1974年8月号
- ヘルハウス - 1974年10月号

## アシスタント
- いのうえ雅晴